# 伊博艺术
伊博艺术 是伊博族人民创造的视觉艺术作品，包括传统人像、面具、手工艺品、纺织品，以及青铜等金属工艺品。现存最早的伊博艺术品可以追溯到在伊博乌库发现公元9世纪的青铜器。同时随着殖民主义的进程和奈及利亞对西方世界的开放，本土艺术传统与外来元素开始互动。因此，伊博艺术也可以指其他在这种全球性互动中产生的当代艺术作品。
传统伊博社会缺乏中央集权式的结构，这对研究其艺术作品造成了一定困难。相比于包括约鲁巴族在内的其他民族体量较大、结构分明的社会体系与流传广泛的神话系统，伊博艺术显得更加本土化。因此，不存在对伊博艺术一般性的概略研究。 研究伊博艺术的另一个困难是，对于谁算作伊博文化的一员并没有明确的共识。族群自我认同和外部分类之间往往存在一些矛盾，这意味着族群身份通常是流动的，并且还在不断重新建构中。  也就是说，一般情况下假设传统艺术形式一成不变的想法常常阻碍了对伊博艺术发展的了解。 

## 面具艺术

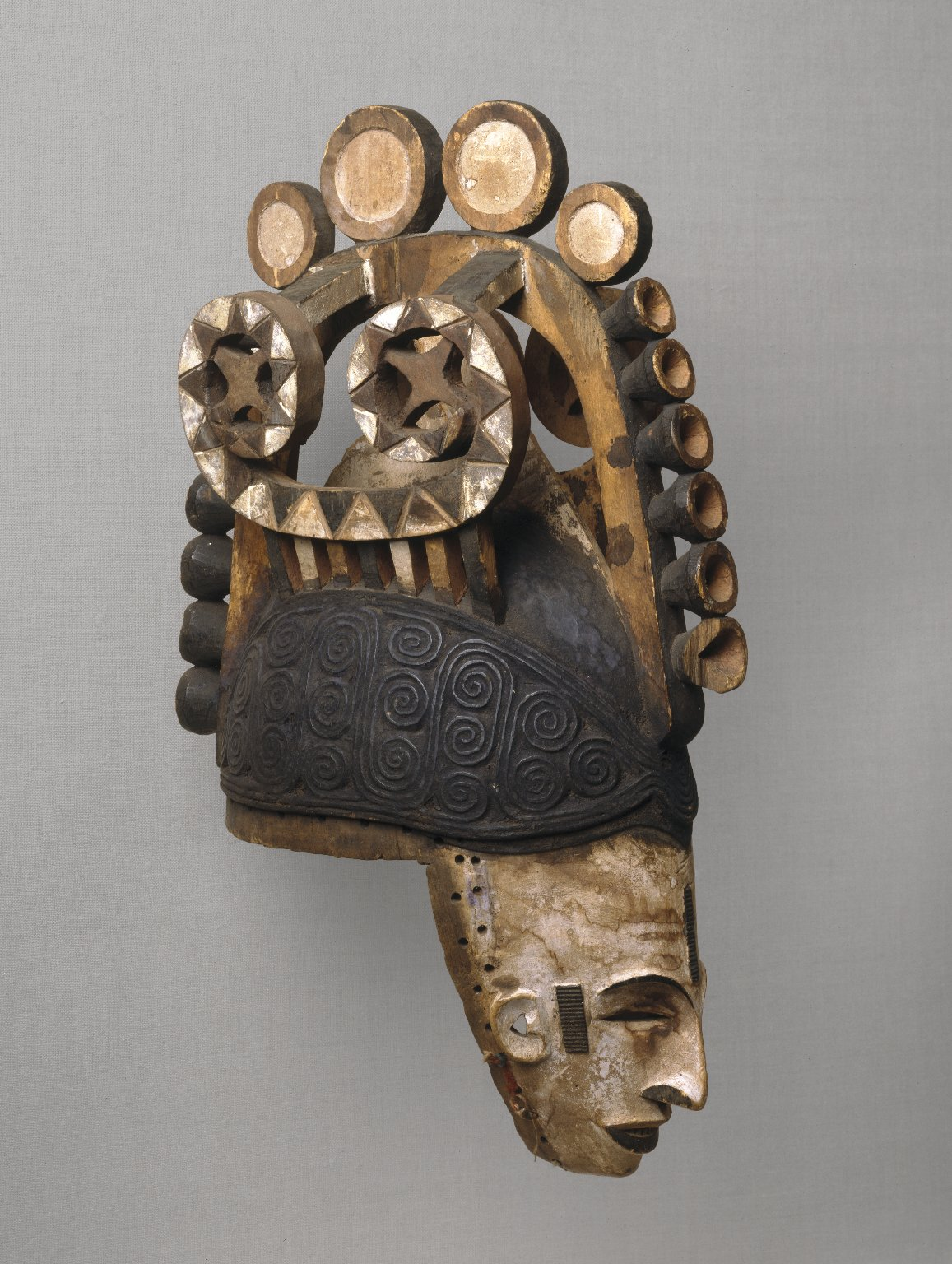
Agbogho Mmuo少女灵头盔面具

从古至今，面具在伊博文化中被用于各种方面。一些伊博人群体使用少女灵和象灵的面具代表一美一丑的二元性。 另一方面，人类学家西蒙·奥滕伯格 (Simon Ottenberg) 认为伊博面具舞会主要与性别二元对立有关。作为伊博男孩成年礼的一部分，年轻女性被排除在表演之外，只能作为被动的见证人。这些与面具相关的仪式建立与维持了这种性别差异。此外，佩戴面具的仪式与缓解因男孩离开童年家庭和远离母亲而导致的性焦虑和社交焦虑有关。 
在尼日利亚北部的一些地区，伊博人依旧以面具来代表逝者的化身，并通过面具舞会活动与其保持连结。关于仪式方面的秘密知识只在部分男性中流传，他们被认为可以使用必要的超自然工具来应对紧迫的社会文化问题。总的来说，这些仪式促进了祝福和知识的代际流动，并作为重要的群体疗愈、存续和连结的场所。欢乐伴随着悲伤，生者能够再次与逝者互动。 
伊博面具文化通常被描绘成一种在历史上从未被打断的传统，或者是一种不可能被跨文化互动改变的传统。然而，最近的学术研究认为当代伊博面具舞会表演本身就是传统表演目的在外部影响下选择性适应的产物。因此，它们不应被视为新的和独特的艺术形式，而是外来元素改编的结果。前殖民时代的审美体验和艺术目标，在跨文化交流引入的新美学范式中，进行了重新处理和理解。 
由于博物馆环境中的静态观赏缺乏动态观赏现场表演的体验，对理解这些面具造成了困难。首先，观众只能观赏到艺术家制作时所期望的效果中的一种。而且这种单纯的静态展示面具过于强调了面具本身，而不是更重要的多媒体多感官仪式表演。 没有完整的服装、音乐氛围、口白、歌曲以及身体动作，面具的意义就出现了残缺。最后，同一个面具通常在不同的表演环境中可以象征不同的事物，但这种多义性在收藏后难以解读。 

### Eze Nwanyi面具
Eze Nwanyi面具也被称作众女性的女王，代表着在村庄中富有且备受尊敬的年长已婚女性和祖母辈女性。她被视为是女性中的领导者，拥有力量、智慧、美丽、身材和尊严等终极女性理想。 这种面具主要在葬礼和净化村庄与其他公共场所的仪式上使用。 

### Agbogho mmuo面具
在位于伊博人聚居地的北部的Nri-Awka地区，每年旱季都会举办一种名为Agbogho mmuo的少女灵主题面具舞会 。在舞会中，男人们会伴随着音乐舞蹈，模仿或夸张地表现少女的行为举止，以向少女灵献上敬意。
以下是一段表演中可能出现地吟唱内容的示例 ：
Mmanwu si n'igwe：来自天空的蒙面精灵
Udemu na lenu：我的美名人尽皆知
其中这些面具展示了一种理想化的伊博少女形象。这种理想化的形象拥有年轻女孩的娇小五官，并且拥有较白的肤色，以代表其灵体的身份。这种白色来自一种白垩，它同时也被用于西非和非洲侨民文化中仪式性的身体标记，以及uli花纹，创造并展示在伊博女性的皮肤上。一些少女灵面的发型极其精致，仿照 19 世纪后期的礼仪发型，装饰有梳子和其他物品。 

## 伊博乌库青铜器

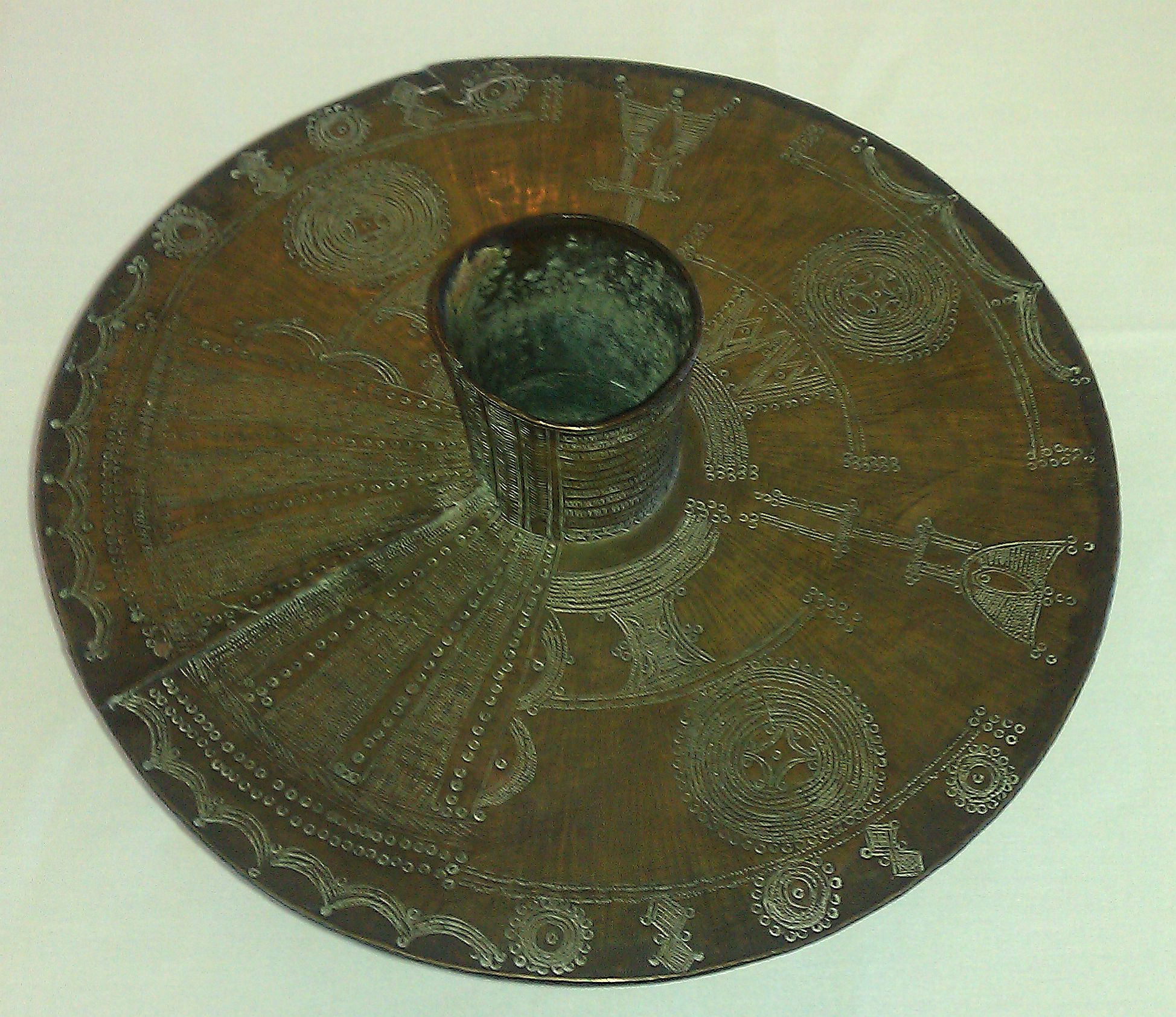
现藏于伍尔弗汉普顿美术馆的伊博女性脚环，由实心黄铜棒敲打而成。腿管在该 35 厘米圆盘的每侧延伸约 7 厘米。

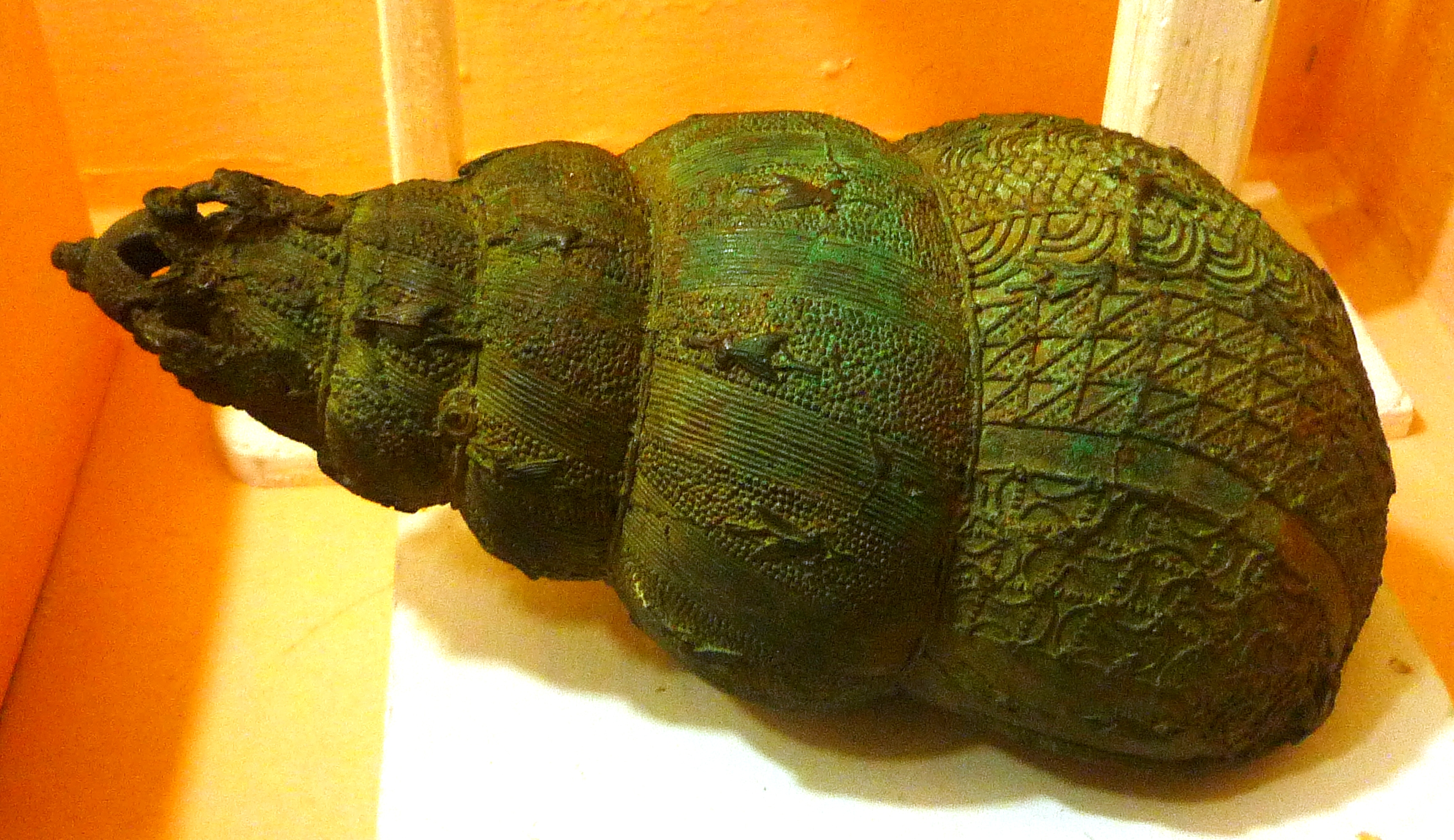
伊博仪式青铜器，呈蜗牛壳形式，9 世纪，出土于伊博乌库

据爱丽丝·阿普利（Alice Apley）称， 伊博乌库（Igbo Ukwu）的居民可能早于 9 世纪（该日期存在争议）就拥有蓬勃发展的金属加工艺术。迄今为止，在三个已被发掘的遗址中，出土了数百件青铜或铅青铜铸的仪式器皿和王牌铸件，代表有史以来最具创造性和技术含量最高的青铜器中的一员。伊博乌库居民，现今伊博人的祖先，是西非最早冶炼铸造铜及合金的民族。他们会锤击、弯曲、扭转和切割金属。同时，他们也很可能是最早在青铜雕塑生产中采用失蜡法铸造的西非群体之一。奇怪的是，有证据表明，他们的金属加工能力是有限的、尽管在非洲大陆的其他地方，鍛敲、焊接、铆接和线材制造等技术都曾被使用过，但是他们并不熟悉这些技术。

## 陶器
除了著名的青铜器外，在伊博乌库考古遗址还发现了粘土器皿，它们的设计与 20 世纪生产的器物有着惊人的相似之处。在这一悠久的制陶传统中，最常见的器形是一种窄口瓶设计，通常在两侧各有一个把手，表明该器具可能是用绳索悬挂放置的，也可能是用作固定塞子的绳索的着力点。当代的器皿通常装饰有各种颜色和图案，并可用于日常生活中如运水或储存食物之类，抑或是各种仪式。 
在西方流行观念中，艺术被视为脱离日常生活的作品。如果以这种视角出发，人们将会误解伊博传统中关于器皿的抽象含义。这些陶器通常具有实际用途，但也拥有除此之外的精神和审美用途。装饰通常被视为肤浅的，但同时也具有复杂的联系。不幸的是，脱离了其原始环境限制了对对象的理解。虽然作品的实用性和艺术性是相辅相成的，但是展出这些粘土容器反而导致它脱离了原本的日常生活环境。有人认为，塑造天然材料粘土的过程是伊博文化中美学和形而上学价值的起点。 
民族志研究表明，由于西方技术的传播，传统伊博陶器的产量已出现下降。虽然在紧随着去殖民化后的一段时期里，跨文化联系的加强曾导致了生产上的高峰期。然而，最终随着经济的快速发展以及现代化的更广泛接受，传统的伊博陶器生产已从某些地区消失。在工业生产的容器大量涌入的情况下，继续生产传统陶器的动力主要在于其在传统文化中的重要性。 

## 乌利绘画
乌利（Uli）绘画是尼日利亚伊博人绘制的传统设计的名称。
乌利绘画是主要为线性构造并且缺乏透视。另一方面，它们也确实平衡了正空间和负空间。这些设计通常是不对称的且随性绘制的。除了那些画在神殿墙壁上并结合一些社区仪式创作的图像，乌利一般并不神圣。
乌利绘画曾一度流行于绝大部分伊博人居住地 。但到1970年，该艺术已濒临失传，只有屈指可数的几位当代艺术家正在维持其生命力。通常情况下，乌利绘画由妇女绘制。她们会用深色染料装饰彼此的身体，以准备各种乡村活动，如结婚、授衔以及葬礼；有时也会为最重要的赶集日生产设计。整个设计过程一般持续约一周。 

## 雕花门

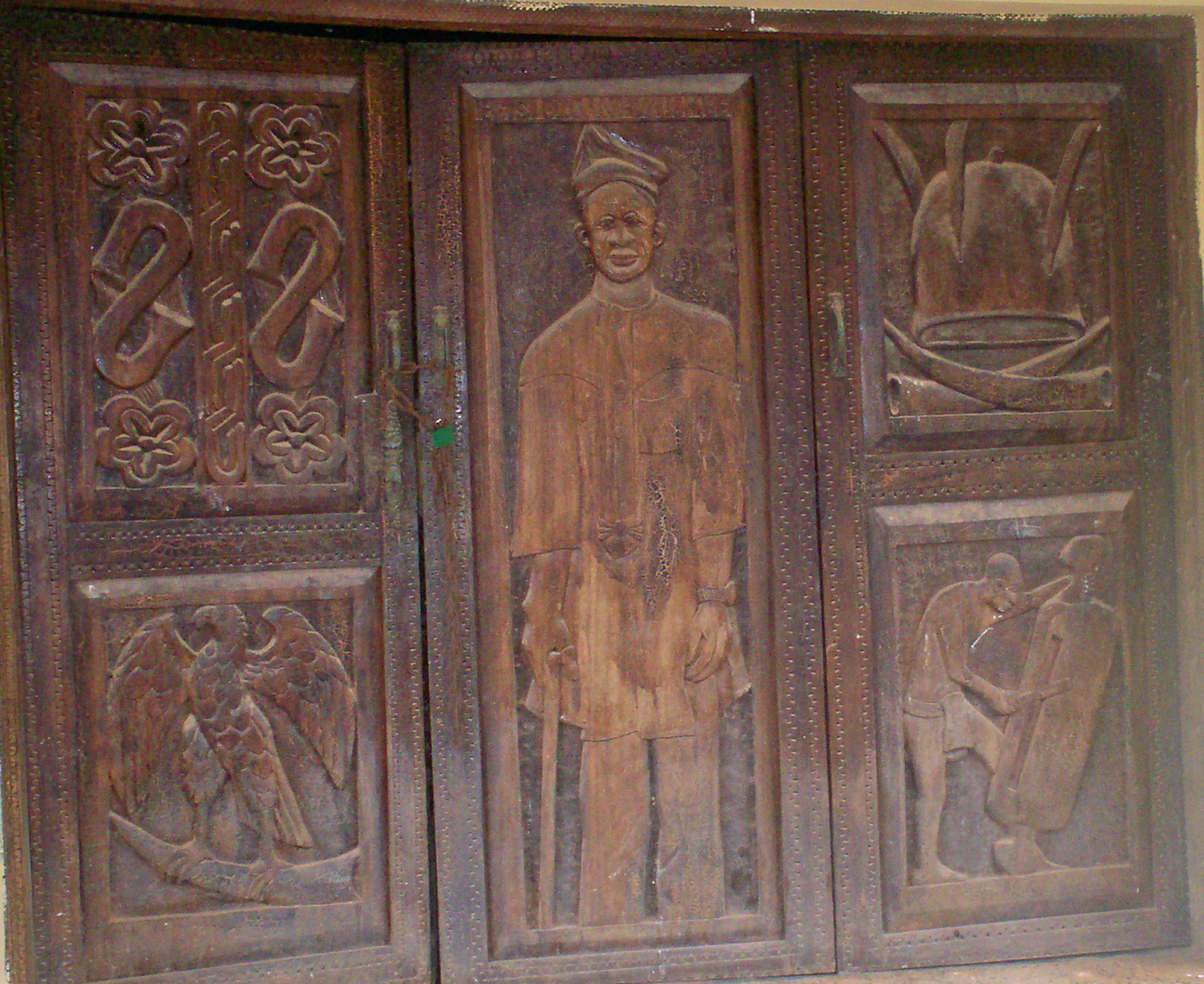
位于Awka-Etiti的当代伊博雕花门

戈登·坎贝尔（Gordon Campbell） 称
伊博人使用雕花木板作为一种被称为Ozo的伊博族内有名望的男性协会的有名成员的大院门口的入口。有足够地位的成员有权向雕塑师定制这种木板。雕花门和木板也被富贵之家用作显示财富的工具。这些伊博木门采用深切的抽象设计精雕细琢，通常以平行线条装饰，而这种装饰纹路能利用阳光产生强对比的光影效果。
雕花门划立了内部结构空间和外部区域之间的边界。其对外的可见性和在边界上的位置使它们既可以用于警示的用途，也可以作为对外界关注的邀请。这些雕花作为Ozo社会中地位的标志，反映了其所有家庭在社会中的地位和阶级。如果说房子是人体或整个宇宙的反映，那这些门即相当于是皮肤，提供了结构和秩序。 

## 姆巴里建筑
姆巴里（Mbari）建筑也是伊博艺术中的重要组分。 
奥韦里伊博人的姆巴里房屋是大型开放式方形带顶建筑。他们在其中安置了许多真人大小的彩绘人物，这些用泥雕刻的塑像被用来供奉阿鲁西（Alusi）和大地女神阿拉（Ala），以及其他雷电神和水神。 其他的雕塑对象还包括官员、工匠、外国人（主要是欧洲人）、动物、传说生物以及先祖。  姆巴里建筑需要数年时间来建造，而整个过程被视为是神圣的。当新的姆巴里建成时，旧的姆巴里就会被遗弃。 日常的姆巴里由泥土和茅草屋顶构成，地板通常是裸露的泥土，而门通常是雕花的。一些房屋在室内和室外都有精心设计。这些设计可能包括由伊博女性设计的乌利艺术。 
在姆巴里房屋中，物质对象在家庭环境中的位置与其象征意义之间有着密切的关系。房内的空间反映了房子外面的社会动态。房子将私人空间与公共空间区分开来，而在房子内部，由于相关的工作不同，划分出了男性空间与女性空间。因此，这些性别化空间中的对象从在其中发生的工作和活动的关联中获得意义。姆巴里房屋不仅仅被视为是栖息之地，同时也具有更大的社会意义，它们被认为是宇宙的反映和重生的循环。 

## 文物归国运动
2020 年，尼日利亚艺术史学家Okeke-Agulu呼吁佳士得拍卖行取消其在巴黎拍卖两件伊博雕塑的计划，并将相关物品运回尼日利亚。这两件雕塑当时与一块贝宁牌匾一起被进行捆绑销售。有推测这两件雕塑是在尼日利亚内战期间由比亚法拉叛军出售的。最终拍卖继续进行，但没有买家对其表现出兴趣。  